# Il dottor Dolittle 2
Il dottor Dolittle 2 (Dr. Dolittle 2) è un film del 2001 diretto da Steve Carr.
La pellicola è il seguito di Il dottor Dolittle del 1998, sempre con protagonista Eddie Murphy.

## Trama
Dopo la scoperta delle sue capacità, il dottor John Dolittle è diventato famoso in tutto il mondo, e il suo cane Lucky gli fissa ogni appuntamento. La sera del compleanno di sua figlia Charisse, ha una discussione con quest'ultima poiché ha rimandato i festeggiamenti in famiglia per un appuntamento.
Durante la cena il dottor Dolittle spesso interloquisce con un procione ed un opossum, che lo convincono a presentarsi nella foresta per parlare con il loro capo: Don Castoro. La mattina seguente, durante il colloquio con gli animali, il dottor Dolittle scopre che la foresta sta venendo abbattuta dalla ditta di legname Potter, e così John cerca di trovare un modo per salvarla. Attraverso il suo amico zoologo Eugene, scopre che in quella foresta abita una femmina della rara sottospecie dell'orso grizzly della California, ma essendo l'unico esemplare non ci sono possibilità di sopravvivenza della sottospecie, comunque si sa inoltre che vi è un maschio della stessa sottospecie, cresciuto però in un circo. John e sua moglie Lisa si recano in tribunale per ottenere l'ingiunzione per il mantenimento della sottospecie, che viene concessa, ma se l'orso dovesse mettere una sola zampa fuori dalla foresta, verrebbe revocata.
Quando il dottor Dolittle incontra Archie (l'orso in questione) si rende conto che non sarà facile quanto credeva. Inoltre quando i due incontrano Ava (l'orsa in questione), quest'ultima non è interessata ad Archie, sia perché quest'ultimo si dimostra un orso del tutto inetto (non sa nuotare, non si vuole sporcare, non intende andare in letargo), sia perché già impegnata con Sonny, un orso kodiak, nonostante il loro rapporto non sia dovuto ad un reciproco interesse. Il dottor Dolittle cerca di allenare Archie, ottenendo solo scarsi risultati. Una sera John cerca di riconquistare sua moglie, dopo averla trascurata a causa dell'orso, attraverso la loro canzone di matrimonio, ma vengono interrotti dagli animali. La mattina seguente Archie prova a conquistare Ava con la stessa canzone, ma riesce solo a fare una pessima figura. Tentando di far capire ad Archie cosa significa essere in una brutta situazione, John inizia a ricoprirlo di scherno, e l'orso reagisce scaraventandolo in una pozza di fango con una zampata, azione che lo fa sentire finalmente "Orso". Dopo questo, Archie si reca da Ava portandole un pesce, e i due vanno a farsi una passeggiata insieme, ma proprio quando Ava comincia ad interessarsi a lui, arriva Sonny e lei se ne va con lui, poiché nonostante ciò che prova per Archie, lui è un orso di città. Frattanto John sta discutendo con Potter, disposto a risparmiare 10 acri di foresta, ma viene chiamato da Archie, che dice di sapere come conquistare Ava, e quindi John respinge l'offerta. La mattina seguente Archie si reca sul picco di una montagna, per provare a prendere un alveare annidato su un tronco in bilico, ove molti orsi hanno perso la vita nel tentativo. Nonostante tutti gli ordinino di tornare indietro, lui prosegue, intenzionato a dimostrare a Ava quello che prova per lei, non potendo competere con Sonny. Archie riesce nell'impresa, ma poco dopo viene colpito da una freccetta narcotizzante.
Successivamente si scopre che Archie era entrato in un fast food e aveva saccheggiato il frigorifero. Quel pomeriggio John va nella foresta e scopre avere un testimone dell'accaduto: un furetto. Purtroppo però, durante l'inchiesta in tribunale, viene respinta la richiesta di una seconda opportunità. Quando John va a trovare Archie lo informa che verrà consegnato ad un circo in Messico, ma lui, ora che ha conosciuto la vera felicità, non vuole tornare alla vita precedente. Sopraggiunge però Charisse, che si scopre poter anch'essa parlare con gli animali; con questo nuovo vantaggio, John e Charisse invitano gli animali di tutto il mondo a scioperare. Così Potter decide di giungere ad un accordo, confessando di aver drogato Archie, che torna nella foresta insieme ad Ava. La primavera seguente, si scopre che Archie ed Ava hanno avuto due orsacchiotti, e quindi la sottospecie è salva.

## Curiosità
Dopo questo sequel sono stati fatti altri tre episodi, ma né Eddie Murphy né Raven-Symoné hanno aderito. L'attenzione, dunque, si è spostata da John Dolittle alla figlia minore Maya, interpretata sempre da Kyla Pratt, che diventerà la nuova protagonista. Perso il protagonista i film si sono trasformati da cinematografici a home video. Dal quarto episodio in poi, inoltre, il cast perde anche Kristen Wilson, che ha interpretato Lisa Dolittle, sostituita dall'attrice Karen Holness.

## Riconoscimenti
- 2002 - BET Awards
  - Nomination Miglior attore a Eddie Murphy
- 2002 - BMI Film & TV Award
  - Miglior colonna sonora a David Newman
- 2001 - Environmental Media Awards
  - Miglior film
- 2002 - Genesis Awards
  - Miglior film
- 2002 - NAACP Image Award
  - Nomination Miglior gioventù a Raven-Symoné
  - Nomination Miglior gioventù a Kyla Pratt
- 2002 - Nickelodeon Kids' Choice Awards
  - Nomination Miglior film
  - Nomination Miglior attore a Eddie Murphy
  - Nomination Miglior attrice a Raven-Symoné